# The Dominion Gate
Albums de Nightmare
Silent Room
(2003) Genetic Disorder
(2007)
The Dominion Gate est le cinquième album studio du groupe Français Nightmare sorti en 2005. Floor Jansen est invitée au chant sur les titres A taste of Armageddon et The Dominion Gate.

## Titres
1. Temple Of Tears - 4:05
2. A Taste Of Armageddon - 4:12
3. Messenger Of Faith - 5:01
4. Secret Rules (Beati Paoli) - 4:53
5. The Dressmaker - 6:18
6. Endless Agony - 4:31
7. Paranormal Magnitude (Part II) - 2:14
8. Circle Of The Dark - 4:19
9. Haunting Memories - 5:13
10. Heretic - 5:40
11. The Dominion Gate - 8:12
12. The Watchtower - 5:24
13. K-141 - 5:31